# László Kórház SC
A László Kórház SC a harmadik legrégebben alapított magyar női labdarúgócsapat, amely 2006-ban megszűnt. Székhelye Budapesten, a IX. kerületben volt. Megszűnésekor a legsikeresebb magyar női labdarúgócsapat volt.

## Története
A Magyar Labdarúgó-szövetség (MLSZ) 1984-ben írta ki az első országos női labdarúgó-bajnokságot. 1985 és 1987 között az első hármat megnyerte a ferencvárosi csapat. 1989-ben ismét visszaszerezte a bajnoki címet. Ötödik bajnok címét az 1993–94-es idényben szerezte 100%-os teljesítménnyel. Ezt a rekordját, azóta sem döntötte meg más csapat. A következő szezonban megvédte a bajnoki címét. 1998 és 2000 között újra háromszor nyert sorozatban bajnokságot

### Az egyesület nevei
A klub fennállása során több alkalommal is nevet változtatott. Ezek a következők voltak:
- László Kórház SC
- Tüvati-László Kórház SC
- Verda-5000-László Kórház SC
- Saturnus-László Kórház SC

## Eredmények
- Magyar bajnokság
  - bajnok (9): 1984–85, 1985–86, 1986–87, 1988–89, 1993–94, 1994–95, 1997–98, 1998–99, 1999–00
  - ezüstérmes (3): 1991–92, 1992–93, 2002–03
  - bronzérmes (5): 1987–88, 1989–90, 1990–91, 1995–96, 2003–04
- Magyar kupa
  - győztes (5): 1998, 1999, 2000, 2003, 2004
  - döntős (2): 1996, 2005
- Magyar szuperkupa
  - győztes (4): 1996, 1998, 1999, 2000
  - döntős (1): 1995

### A csapat gólkirályai
- 1992–93: Szarka Éva, 27 gól
- 1995–96: Ruff Szilvia, 27 gól

## Híres játékosok
| - Agócs Annamária - Bajkó Rita - Bauer Istvánné - Buj Emese - Bukovszki Jenőné - Dombai-Nagy Anett - Dsubák Edit - Fekete Mária - Fogl Katalin - Horváth Tünde - Jenei Anikó |  | - Kalocsai Klára - Kerekes Anikó - Kern Edit - Kopcsák Erzsébet - Kövesi Gabriella - Lovász Gyöngyi - Lubai Mónika - Matskássy Imréné - Mester Katalin - Milassin Erzsébet - Molnár Adrienn |  | - Molnár Andrea - Molnár Anikó - Nagy Mariann - Nagy Zsuzsanna - Pádár Anita - Paraoánu Aranka - Petike Katalin - Pribéli Judit - Ruff Szilvia - Schumi Dorottya |  | - Sipos Hajnalka - Smuczer Angéla - Szabó Ildikó - Szarka Éva - Telek-Sümegi Éva - Till Gabriella - Tóth Ilona - Tóth Judit - Uri-Kovács Zsuzsanna - Vrábel Ibolya |